# Thomas Pola
Thomas Pola (* 15. Mai 1956 in Göttingen) ist ein Hochschullehrer und -forscher der evangelischen Theologe, des Alten Testaments. Er arbeitete auch auf dem Gebiet der biblischen Archäologie. Seit April 2022 ist er emeritiert.

## Leben
Nach dem Abitur 1975 in Königstein im Taunus studierte Pola von 1976 bis 1982 Evangelische Theologie an der Universität Tübingen. Während seiner Assistententätigkeit (1984–1995) bei dem Tübinger Alttestamentler Hartmut Gese wurde er 1993 mit einer literarkritischen und traditionsgeschichtlichen Untersuchung über die Priesterschrift des Pentateuchs promoviert. 2001 erfolgte die Habilitation mit einer Arbeit über den „Messias“ bei Sacharja in Tübingen. 
Von 2001 bis zu seinem Ruhestand 2022 nahm er die Professur für Evangelische Theologie mit besonderer Berücksichtigung des Alten Testaments im Institut für Evangelische Theologie an der Fakultät für Humanwissenschaften und Theologie der Technischen Universität Dortmund wahr.

## Wissenschaft
Seine Forschungsschwerpunkte sind auf dem Gebiet des Alten Testaments die Exils- und die frühpersische Zeit, Herkunft und Wesen der JHWH-Religion sowie die Biblische Archäologie.
Von 2005 bis 2024 leitete er das Projekt Tulul adh-Dhahab: Eine eisenzeitliche und hellenistische Residenz in Jordanien, ein Ausgrabungsprojekt im Jabboktal (Wadi az-Zarqa), wobei die Lokalisierung des biblischen Penuel (bzw. Mahanaim) und des hellenistischen Amathous überprüft wird. Das Projekt wird von Winfried Held (Univ. Marburg) fortgesetzt. - Im Rahmen des Großprojekts zur Übersetzung der Septuaginta in die deutsche Sprache bearbeitete Pola die Bücher Deuteronomium, Haggai und Sacharja.

## Veröffentlichungen
- Der Umfang der ursprünglichen Priesterschrift. Beobachtungen zur Literarkritik und Traditionsgeschichte von Pg: (Wissenschaftliche Monographien zum Alten und Neuen Testament 70), Neukirchen-Vluyn 1995, ISBN 3-7887-1503-0
- Psalter-Synopse. Hebräisch – Griechisch – Deutsch: Ed. Walter Groß und Bernd Janowski unter Mitarbeit von Thomas Pola, Stuttgart 2000, ISBN 978-3-438-05255-1
- Das Priestertum bei Sacharja. Historische und traditionsgeschichtliche Untersuchungen zur frühnachexilischen Herrschererwartung (Forschungen zum Alten Testament 35), Tübingen 2003 ISBN 978-3-16-147667-9
- Gott fürchten und lieben. Studien zur Gotteserfahrung im Alten Testament, Neukirchen-Vluyn 2. Aufl. 2007, ISBN 978-3-7887-2002-5